# Henry Turner Eddy
Henry Turner Eddy  (* 9. Juni 1844 in Stoughton (Massachusetts); † 11. Dezember 1921 in Minneapolis) war ein US-amerikanischer Bauingenieur.

## Leben
Eddy studierte Mathematik an der Yale University und ab 1867 Ingenieurwesen an der dortigen Sheffield Scientific School. Ab 1868 unterrichtete er Mathematik und Latein an der University of East Tennessee und ab 1869 Assistant Professor für Mathematik und Bauingenieurwesen an der Cornell University und promovierte dort 1872. 1874 bis 1890 war er Professor für Mathematik, Astronomie und Bauingenieurwesen an der University of Cincinnati, deren Dekan er 1874 bis 1877 und 1884 bis 1889 war und deren Präsident er 1890 war. 1878/79 war er an der Universität Berlin und der Sorbonne zum wissenschaftlichen Austausch. 1891 bis 1894 war er Präsident des Rose Polytechnic Institute in Terre Haute. 1894 bis 1912 war er Professor für Mechanik und Ingenieurwesen an der University of Minnesota. 1906 wurde er dort Dekan der Graduate School und 1912 wurde er emeritiert.
Er veröffentlichte in den 1870er Jahren Bücher über graphische Statik, unter anderem mit einem Verfahren zur Berechnung von Kuppeln. 1913/14 veröffentlichte er über die Theorie der Stahlbetonplatte. Beim Stahlbeton arbeitete er mit dem beratenden Bauingenieur C.A.P. Turner (1869–1955) zusammen.

## Schriften
- Analytical Geometry, 1874
- New constructions in graphical statics, New York: Van Nostrand 1877
  - Deutsche Übersetzung: Neue Konstruktionen aus der graphischen Statik, Teubner 1878
- Researches in graphical statics, Van Nostrand 1878
- Thermodynamics, Van Nostrand 1879
- Maximum stresses under concentrated loads, treated graphically, Van Nostrand 1890
- The theory of the flexure and strength of rectangular flat plates applied to reinforced concrete floor slabs, Minneapolis, Roges & Company 1913
- mit C.A.P. Turner: Concrete-steel construction, Minneapolis 1914

1893 hielt er einen Vortrag Modern Graphical Developments auf der Weltausstellung in Chicago (World’s Columbian Exposition).